# Ксьонжнічкі
Ксьонжнічкі (пол. Książniczki) — село в Польщі, у гміні Міхаловіце Краківського повіту Малопольського воєводства.
Населення — 287 осіб (2011).
У 1975-1998 роках село належало до Краківського воєводства.

## Демографія
Демографічна структура станом на 31 березня 2011 року:
|          | Загалом | Допрацездатний вік | Працездатний вік | Постпрацездатний вік |
| -------- | ------- | ------------------ | ---------------- | -------------------- |
| Чоловіки | 146     | 31                 | 98               | 17                   |
| Жінки    | 141     | 22                 | 82               | 37                   |
| Разом    | 287     | 53                 | 180              | 54                   |